# 趙曦
赵曦（1041年8月23日—1043年2月14日），宋朝第四代皇帝宋仁宗赵祯的第三子，母亲朱才人。

## 生平
慶曆元年（1041年）八月初五日生。庆历三年（1043年）正月初一庚午朔，封赵曦为鄂王。正月初二辛未，鄂王赵曦去世，贈太師、中書令，諡悼懿。嘉祐四年（1059年）十二月，追封陳王。宋英宗即位，追封燕王。宋徽宗元符三年（1100年）三月，改追宗室，追封荆王。

## 母亲
- 充儀朱氏，初封沛國郡君，元豐八年（1085年）四月為才人，紹聖二年（1095年）七月卒，贈充儀。